# Incubateur HEC Paris

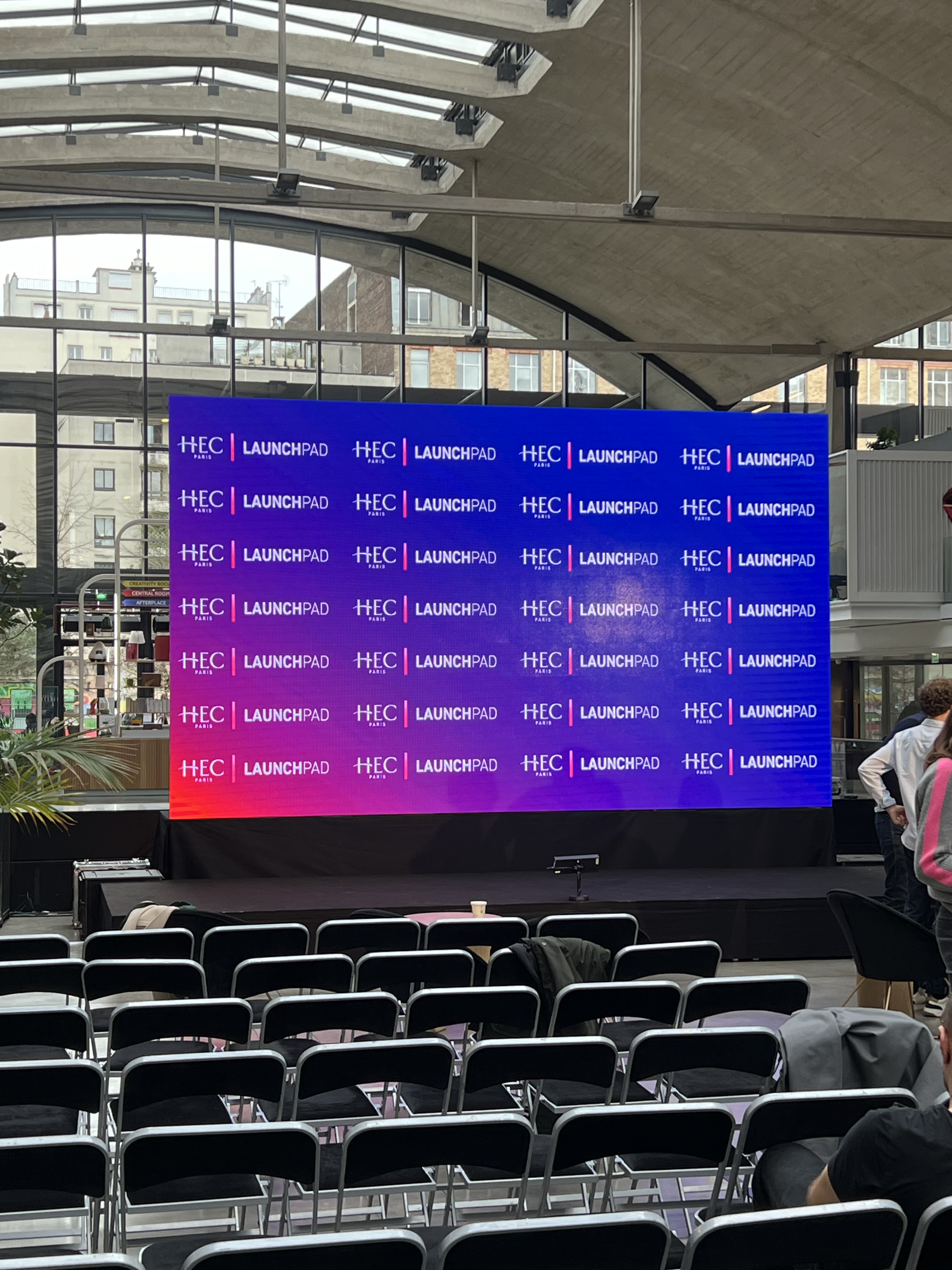
HEC Paris Startup Launchpad Demo Day 2024

L'Incubateur HEC Paris est un incubateur d'entreprises dédié à l'accompagnement de startups en lien avec l'école de commerce HEC Paris. Il est actuellement installé au sein du campus de startups de Station F.

## Historique
L'Incubateur HEC Paris est fondé en 2007, sous le parrainage de Pierre Kosciusko-Morizet.  
Il a été dirigé successivement par Guilhem Bertholet jusqu'en 2011, puis par Émilie Alliot-Abel, et depuis 2015 par Antoine Leprêtre,.

## Activité
L'Incubateur est installé depuis 2017 au sein du campus de startups de Station F dont il est l'un des premiers partenaires, sur un plateau  accueillant plus de 70 startups.
Depuis 2025, toute startup candidate n'a plus besoin d'au moins une relation avec l'école HEC Paris. Tout type de startup peut désormais candidater à l'incubateur.